# Zulehen (Sankt Wolfgang)

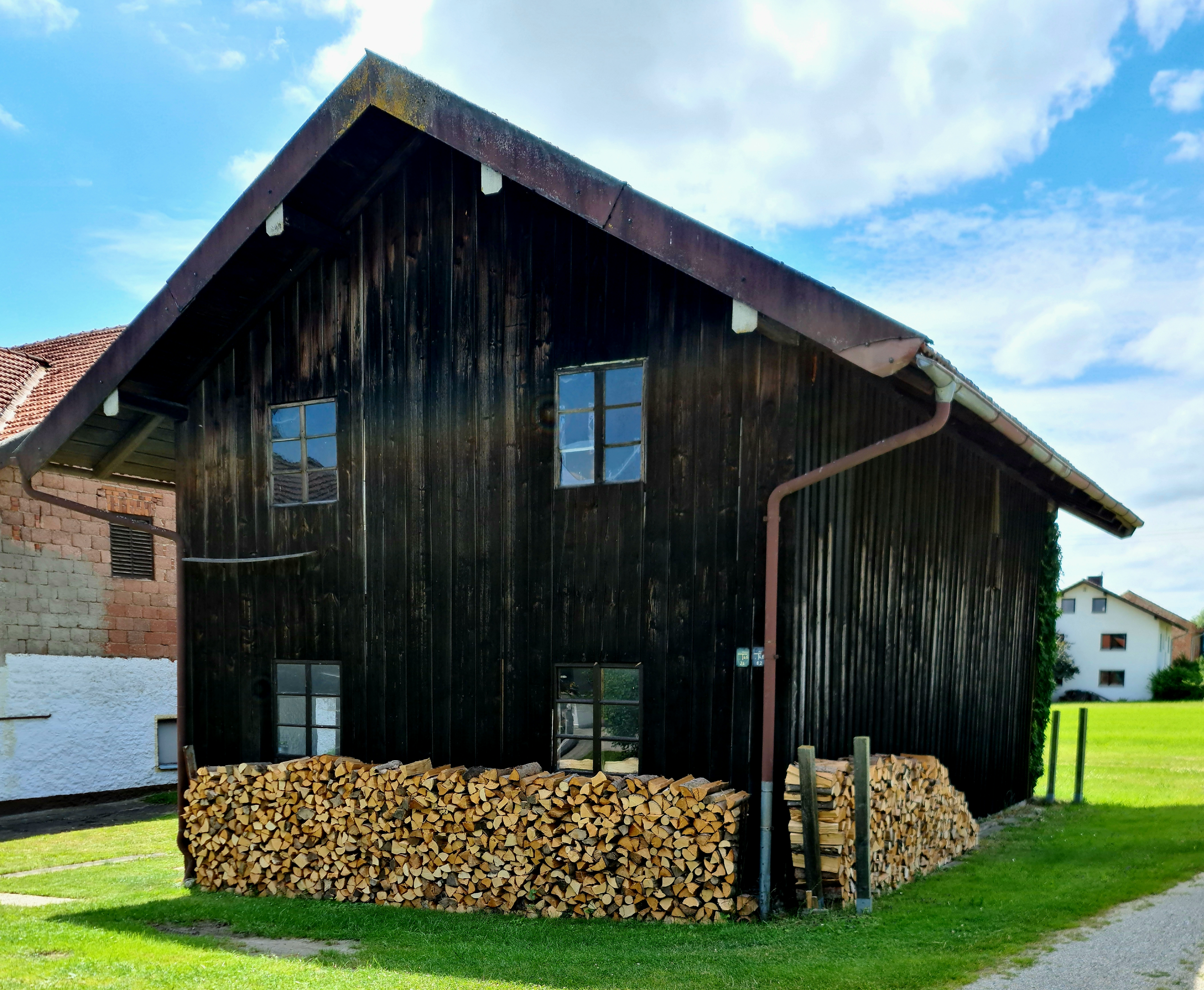
Einödhof Zulehen, Schuppen oder Zuhaus

Zulehen ist ein Gemeindeteil von St. Wolfgang im oberbayerischen Landkreis Erding.

## Lage
Die Einöde Zulehen liegt 2,3 Kilometer östlich des Rathauses von Sankt Wolfgang in der Gemarkung Gatterberg.

## Bevölkerungsentwicklung
Um 1871 gab es in Zulehen fünf Einwohner. Im Mai 1987 lebten dort sechs Einwohner in zwei Wohngebäuden.
| Jahr      | 1871 | 1925 | 1950 | 1970 | 1987 |
| Einwohner | 5    | 5    | 11   | 5    | 6    |